# Копаївка
Копаївка — річка у Шацькому та Берестейського районах Волинської та Берестейської областей України та Білорусі, права притока Західного Буга (басейн Вісли).

## Опис
Довжина річки приблизно 36  км. Висота витоку річки над рівнем моря — 164 м., висота гирла — 144 м., падіння річки — 20 м., похил річки — 0,56 м/км. Формується з багатьох безіменних струмків та озер.

## Розташування
Бере  початок з озера Луки , тече переважно на північний захфід і перетинає українсько-білоруський кордон. На західній стороні від села Дубиця впадає у річку Західний Буг, праву притоку Вісли.
Населені пункти вздовж  берегової смуги: Затишшя, Піща, Хрипськ, Дубок, Чарск, Рудня, Ляплійка.
Річку перетинає автомобільна дорога Т 0307